# Иж Планета-5
«Иж Планета-5» (Иж 7.107) — это дорожный мотоцикл среднего класса, предназначенный для езды по дорогам с разным покрытием. Выпускался Ижевским машиностроительным заводом с 1987 по 2008 год.
Двигатель, устанавливаемый на данные модели, обладает сравнительно высокой тягой на малых оборотах. К мотоциклу возможно присоединение бокового грузового или пассажирского прицепа, или универсального грузового модуля. Также на него можно дополнительно устанавливать багажник и коленные щитки.
Для снижения усилия выключения сцепления на мотоцикле используется многодисковая (6 пар) муфта сцепления с усиленными шлицами ведущих дисков и кулачковым механизмом выключения сцепления. Виброгасители рёбер цилиндра вместе с воздухоочистителем увеличенного объёма предназначены для снижения уровня шума, производимого мотоциклом. Для переднего колеса модели 7.107-016 с двумя глушителями, устанавливалась гидропневматическая подвеска с дисковым тормозом и улучшенной плавностью хода.

## Модернизация
Мотоцикл Иж Планета 5-01 является дальнейшей модернизацией мотоцикла «Иж Планета 5».
В системе электрооборудования применен генератор на постоянных магнитах, с бесконтактной системой зажигания, работающей независимо от аккумуляторной батареи, с автоматически регулируемым опережением зажигания.
Двигатель оборудован насосом раздельной системы смазки, что исключило необходимость подготовки и использования в системе питания мотоцикла смеси бензина с маслом.
Коробка передач четырёхступенчатая с эксцентриковым механизмом выключения муфты сцепления и усиленной моторной цепью.
Тормоз переднего колеса — дисковый с гидроприводом или двухкулачковый с механическим приводом.
В подвесках колес применены амортизаторы с улучшенными характеристиками и пружинами отбоя, рычаг подвески заднего колеса на подшипниках качения или скольжения.
Изменена кинематика привода тормоза заднего колеса.

## Модификации
- Иж 7.107-016 — «Иж Планета-5» с двухтрубной системой выпуска, гидропневматической подвеской переднего колеса и передним дисковым тормозом
- Иж 7.107-010-01 — базовая модель «Иж Планета 5-01»
- Иж 7.107-020-01 — с раздельной системой смазки, подвеской переднего колеса с пневморегулированием, передним дисковым тормозом, спицованными колесами, бесконтактной независимой от аккумуляторной батареи системой зажигания, пружинно-гидравлическим амортизатором с пружиной отбоя подвески заднего колеса, приводом тормоза заднего колеса с измененной кинематикой
- Иж 7.107-025-01 — модель с литыми колесами
- Иж 7.107-030-01 — модель с двухкулачковым барабанным тормозом переднего колеса
- Иж 7.107-040-01 — модель с совместной системой смазки двигателя и двухкулачковым барабанным тормозом переднего колеса;
- Иж 7.107Л-020-01 — модель Иж 7.107-020-01, оснащённая полуобтекателем, коленными щитками и багажником
- Иж 7.107Л-025-01 — модель с литыми колесами, полуобтекателем, коленными щитками и багажником
- Иж 7.107-012-01 — модель с двухтрубной системой выпуска и двухкулачковым барабанным тормозом переднего колеса.

7.107-016

## Техническая характеристика Иж Планета-5-01
Общие данные
- База мотоцикла (расстояние между осями колес), мм 1 450
- Дорожный просвет при полной нагрузке и нормальном давлении в шинах, мм 135
- Габаритные размеры, мм
  - Длина 2 200
  - Ширина 810
  - Высота 1 200
- Масса сухая, кг 158—165
- Максимальная нагрузка, кг 170
  - в том числе нагрузка на багажник, кг 20
- Максимальная скорость, км/ч 120
- Путь торможения, м со скорости:
  - 30 км/ч 6,5
  - 80 км/ч 42,6
- Расход топлива при скорости 90 км/ч - 5л[2]

Двигатель
- Тип двигателя двухтактный одноцилиндровый
- Диаметр цилиндра, мм 72
- Ход поршня, мм 85
- Степень сжатия 8,2-8,7
- Рабочий объем: 346 см3
- Максимальная мощность двигателя, л.с. 22 (20,9...23,1[2]) при 4850±10 % об/мин
- Система смазки двигателя раздельная, с масляным насосом, дозирующим подачу масла от частоты вращения коленчатого вала и нагрузки двигателя в соотношениях 1/25-1/100 к подаче бензина или совместно с бензином, среднее эксплуатационное соотношение масла и бензина в зависимости от комплектации 1/20(при обкатке двигателя) -1/25
- Система зажигания электронная бесконтактная с автоматическим регулированием опережения зажигания от частоты вращения коленчатого вала двигателя и независимая от аккумуляторной батареи
- Карбюратор К-65И (в более ранних — К-62И)
- Применяемое топливо бензин-масло 1/70...1/30 (в зависимости от комплектации[2]) с октановым числом не менее 80
- Воздухоочиститель контактно-масляный
- Охлаждение воздушное

Силовая передача
- Передача от двигателя на сцепление цепью приводной втулочной двухрядной (усиленной)
- Сцепление многодисковое в масляной ванне
- Коробка передач трёхвальная четырёхступенчатая в одном блоке с двигателем
- Передача от коробки передач на заднее колесо цепью однорядной приводной втулочной
- Передаточное число от двигателя на сцепление 2,17
- Передаточное число от коробки передач на заднее колесо 2,33
- Передаточные числа коробки передач:
  - I передача 3,88
  - II передача 2,01
  - III передача 1,26
  - IV передача 1,0

Ходовая часть
- Рама трубчатая, сварная
- Подвеска переднего колеса телескопического типа, с пружинно-гидравлическими амортизаторами (на некоторых моделях устанавливалась гидропневматическая)
- Подвеска заднего колеса рычажная, с пружинно-гидравлическими амортизаторами
- Размер шин, дюйм (мм) 3,50×18 (90-459)
  - Переднее колесо на мотоцикле 7.107-025-01 3,25×19 (82-484)
- Тормоза:
  - Задний барабанного типа
  - Передний дисковый с гидравлическим приводом или двухкулачковый барабанного типа с механическим приводом (в большинстве случаев устанавливался дисковый тормоз на литой диск с гидропневматической вилкой)